# Georg Tischler (Leichtathlet)
Georg Tischler (* 11. September 1961 in Gols) ist ein ehemaliger österreichischer Rollstuhl-Leichtathlet. Er wurde 2004 Paralympicssieger in Athen und zweifacher Weltmeister im Kugelstoßen, wo er auch den Weltrekord mit 10,32 m hält.

## Karriere
Georg Tischler startete nach einem Motorradunfall mit Querschnittlähmung 1977 seine Sportkarriere im Rollstuhl. Bei ihm ist der Leistungssport aus dem Rehabilitationstraining erwachsen: 

„Anfangs war der Sport für mich Lebensbewältigung, erst später als ich vom Burgenländischen Behindertensportverein die Teilnahme an nationalen und internationalen Wettkämpfe in Aussicht gestellt bekam und das hierfür notwendige Umfeld zu Spitzenleistungen geschaffen wurde, betreibe ich den Leistungssport. Jetzt hat es mich gepackt, es macht mir Spaß an meine Grenzen heranzugehen und fühle mich wohl wenn ich etwas geleistet habe.“

 1988 nahm er zum ersten Mal an den Österreichischen Leichtathletikmeisterschaften für Behinderte mit internationaler Beteiligung teil, dort erreichte er den 3. Platz im Diskus und den 6. Platz im Speerwurf.
Am 29. November 2018 gab er sein Karriereende bekannt.

## Sportliche Erfolge
| 2013 - 1. Platz Croatia Open Varazdin – Kugel - 1. Platz Staatsmeisterschaft – Kugel, Diskus und Speer - 2. Platz Weltmeisterschaft – Kugelstoßen in Lyon | 2012 - 1. Platz Croatia Open Zagreb – Kugel - 1. Platz Wr. LA Meisterschaft – Kugel - 2. Platz Europameisterschaft – Stadskanaal Holland - 1. Platz Czech Open Olmütz – Kugel - 1. Platz Staatsmeisterschaften – Kugel, Diskus und Speer | 2011 - 1. Platz Czech Open – Kugel in Olmütz - 1. Platz Staatsmeisterschaft – Kugel in Villach - 2. Platz Staatsmeisterschaft – Diskus und Speerwurf in Villach - 1. Platz Italian Open Padula – Kugel - 1. Platz Croatia Open Pula – Kugel |

| 2010 - Behindertensportler des Jahres 2010 - 1. Platz Österreichische Staatsmeisterschaft – Speerwurf in Linz - 1. Platz Österreichische Staatsmeisterschaft – Diskus in Linz - 1. Platz Österreichische Staatsmeisterschaft – Kugel in Linz - 3. Platz Diskus – Europameisterschaften Holland - 1. Platz Kugel – Europameisterschaften Holland | 2009 - 3. Platz Weltmeisterschaft – Speerwurf in Bangalore/Indien - 1. Platz Weltmeisterschaft – Kugelstoßen in Bangalore/Indien (Weltrekord: 10,32 m) - 1. Platz bei den Czech Open – Kugel – in Olmütz - 1. Platz Tschechischer Werfer Cup in Prag - 1. Platz Kugel, Speer und Diskus – Staatsmeisterschaften Anif/Salzburg |

| 2008 - Sportler des Jahres 2007 im Burgenland 2007 - Weltmeistertitel im Kugelstoßen in Taipeh 2006 - Hallenweltmeister im März 06 Kugel - Vizeweltmeistertitel in Assen 9,66 m - Staatsmeister Kugel - Staatsmeister Diskus - Staatsmeister Speer mit neuem österreichischem Rekord - Sieger bei den internationalen Offenen Meisterschaften in Varaszdin 2005 - Europameisterschaft 2. Platz Kugel 2004 - Paralympics Athen 1. Platz Kugel | 2003 - Europameisterschaft 3. Platz Kugel, 3. Platz Speer 2001 - Europameisterschaften Nottvil/Schweiz: 3. Platz Kugel, 3. Platz Speer 2000 - Paralympics Sydney: 5. Platz, Kugel, 6. Platz Diskus 1998 - Weltmeisterschaften: 4. Platz Kugel 5. Platz Diskus 1997 - Word Games 1. Platz Kugel, 2. Platz Speer, 2. Platz Diskus 1996 - Kugel 1. Platz 1993 - WM – Vierter im Kugelstoßen |